# Nippon Sharyo
Nippon Sharyo, Ltd.  (日本車輌製造株式会社?, Nippon Sharyō Seizō Kabushiki-gaisha) è una azienda giapponese di costruzioni di materiale rotabile, tra le più grandi del suo paese e del mondo. In passato è stata quotata al Nikkei 225 e l'azionista di maggioranza è la JR Central che possiede il 50,1% delle azioni.

## Prodotti

### Shinkansen
- Shinkansen Serie 0
- Shinkansen Serie 400
- Shinkansen Serie 200
- Shinkansen Serie 100
- Shinkansen Serie 300
- Shinkansen Serie 500
- Shinkansen Serie 700
- Shinkansen Serie 700T
- Shinkansen Serie N700
- Shinkansen Serie E2
- Shinkansen Serie L0

### Altro
- Metropolitana di Porto Alegre